# نفرین کندی

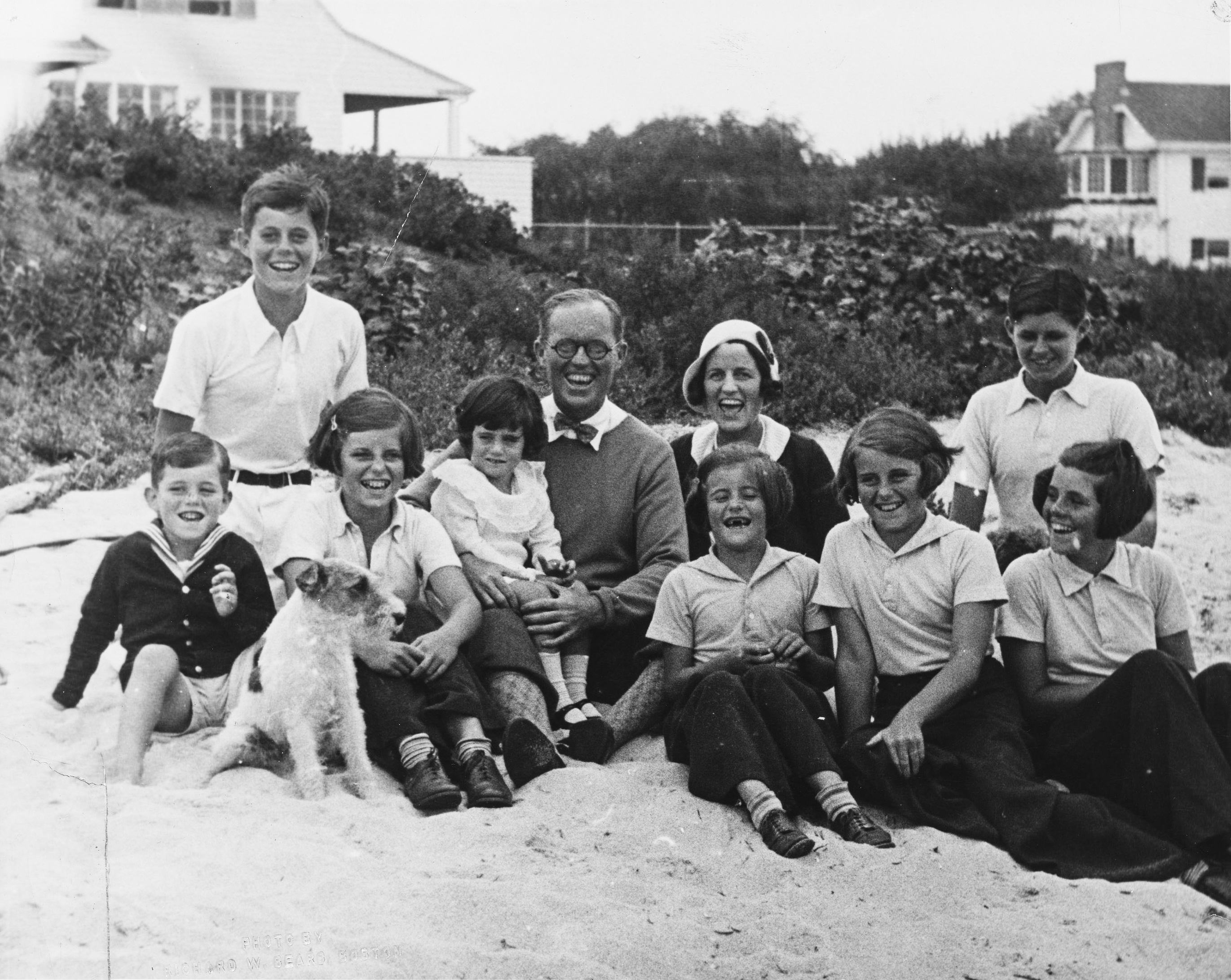
اعضای خانواده کندی

نفرین کندی (انگلیسی: Kennedy curse) مجموعه‌ای از مرگ‌های زودرس شامل «تصادفات، ترورها و سایر مصیبت‌هایی است که اعضای خانواده کندی را درگیر نموده‌است.» ادعا شده که این نفرین در درجه اول به فرزندان و نوادگان جوزف کندی سینیر، تاجر و سرمایه‌گذار آمریکایی آسیب رسانده‌است. هر چند، دوستان خانوادگی، همکاران و سایر بستگان را نیز تحت تأثیر قرار داده‌است. ترورهای سیاسی و سقوط هواپیما از رایج‌ترین مظاهر این نفرین بوده‌اند. پس از وقوع حادثه چاپاکویدیک در سال ۱۹۶۹، تد کندی طی پرسشی اظهار کرده بود که؛ «آیا واقعاً یک نفرین وحشتناک بر همهٔ کندی‌ها سایه انداخته‌است.»
مشهورترین قربانی منتسب به این نفرین، ماجرای ترور جان اف. کندی سی و پنجمین رئیس‌جمهور ایالات متحده آمریکا در دالاس بود. وی توسط لی هاروی اسوالد مورد سو قصد قرار گرفت. خود ضارب (اسوالد) نیز به فاصلهٔ ۲ روز بعد از دستگیری توسط جک روبی و از فاصلهٔ نزدیک و در حالی که توسط نیروی پلیس مشایعت می‌شد مورد اصابت گلوله قرار گرفت و کشته شد. در سال ۱۹۶۴، کمیسیون وارن که به منظور بررسی ماجرای ترور رئیس‌جمهور جان اف. کندی تشکیل شده بود به این نتیجه رسید که اسوالد تنها قاتل بوده‌است. با همهٔ این احوال، در سال ۱۹۷۹ کمیتهٔ منتخب مجلس نمایندگان آمریکا در مورد ترورها به این نتیجه رسید که: «این ترور، نتیجهٔ یک توطئه بوده و اسوالد به تنهایی عمل نکرده‌است.»